# Сале (Алесандрија)
Сале (итал. Sale) је насеље у Италији у округу Алесандрија, региону Пијемонт.
Према процени из 2011. у насељу је живело 3080 становника. Насеље се налази на надморској висини од 83 м.

## Становништво
| 1931. | 1936. | 1951. | 1961. | 1971. | 1981. | 1991. | 2001. | 2011. |
| ----- | ----- | ----- | ----- | ----- | ----- | ----- | ----- | ----- |
| 5.472 | 5.602 | 5.461 | 5.405 | 4.973 | 4.736 | 4.363 | 4.246 | 4.218 |